# EuroHockey Club Champions Cup (Damen, Halle)
Der EuroHockey Club Champions Cup (Damen-Halle) ist ein von der European Hockey Federation (EHF) ausgetragener Wettbewerb, in dem die Damen-Hallenhockeymeister Europas startberechtigt sind. Im Gegensatz zu den meisten Europapokalwettbewerben anderer Sportarten wird der 1990  eingeführte EuroHockey Club Champions Cup in Turnierform ausgespielt. Das ehemals als Europapokal der Landesmeister bekannte Turnier findet jedes Jahr im Januar oder Februar statt. Im Jahr 2013 konnte erstmals ein nicht-deutscher Club den Pokal gewinnen. Rekordsieger Rüsselsheimer RK entschied das Turnier 15 Mal für sich, von 1994 bis 2006 13 Mal hintereinander. Aktueller Titelträger ist der niederländische Club Laren MHC durch ein 3:1 (2:1) im Endspiel über das russische Team von Dinamo Elektrostal.

## Austragungsmodus
Acht Mannschaften, jeweils Meister ihres Landes, spielen den Titel aus. Die teilnehmenden Länder sind diejenigen, deren Meister im Vorjahr die ersten sechs Plätze belegten, und die beiden Länder, deren Clubs ein Jahr vorher in der zweitklassigen EuroHockey Club Champions Trophy das Finale erreicht hatten. Die beiden letztplatzierten Länder des Cups steigen in die Trophy ab. Dieselben Auf- und Abstiegsregeln gibt es zur drittklassigen Challenge.

## Siegerliste
| Jahr | Austragungsort        | Champion            |             |
| ---- | --------------------- | ------------------- | ----------- |
| 2019 | Hamburg               | Laren MHC           | Niederlande |
| 2018 | Dundee                | Uhlenhorster HC     | Deutschland |
| 2017 | Wettingen             | Mannheimer HC       | Deutschland |
| 2016 | Minsk                 | Düsseldorfer HC     | Deutschland |
| 2015 | Šiauliai              | Uhlenhorster HC     | Deutschland |
| 2014 | Cambrai               | Berliner HC         | Deutschland |
| 2013 | Wien                  | HC ’s-Hertogenbosch | Niederlande |
| 2012 | Wien                  | Berliner HC         | Deutschland |
| 2011 | Mannheim              | TSV Mannheim        | Deutschland |
| 2010 | Sumy                  | Club an der Alster  | Deutschland |
| 2009 | Madrid                | Club an der Alster  | Deutschland |
| 2008 | Prag                  | Harvestehuder THC   | Deutschland |
| 2007 | Hamburg               | Club an der Alster  | Deutschland |
| 2006 | Sant Cugat del Vallès | Rüsselsheimer RK    | Deutschland |
| 2005 | Prag                  | Rüsselsheimer RK    | Deutschland |
| 2004 | Rüsselsheim           | Rüsselsheimer RK    | Deutschland |
| 2003 | Cambrai               | Rüsselsheimer RK    | Deutschland |
| 2002 | Hamburg               | Rüsselsheimer RK    | Deutschland |
| 2001 | Angers                | Rüsselsheimer RK    | Deutschland |
| 2000 | Cambrai               | Rüsselsheimer RK    | Deutschland |
| 1999 | Glasgow               | Rüsselsheimer RK    | Deutschland |
| 1998 | Rüsselsheim           | Rüsselsheimer RK    | Deutschland |
| 1997 | Amiens                | Rüsselsheimer RK    | Deutschland |
| 1996 | Bratislava            | Rüsselsheimer RK    | Deutschland |
| 1995 | Rüsselsheim           | Rüsselsheimer RK    | Deutschland |
| 1994 | Rüsselsheim           | Rüsselsheimer RK    | Deutschland |
| 1993 | Berlin                | Berliner HC         | Deutschland |
| 1992 | Rüsselsheim           | Rüsselsheimer RK    | Deutschland |
| 1991 | Amiens                | Rüsselsheimer RK    | Deutschland |
| 1990 | Groningen             | SC Brandenburg      | Deutschland |

## Weblink
- https://eurohockey.org/